# 扎马莱克体育俱乐部
扎马莱克体育俱乐部（Zamalek Sporting Club，阿拉伯语：‎） 是埃及最出色的足球俱乐部之一，俱乐部成立于1911年，目前位于埃及吉萨(开罗郊区)。扎马莱克体育俱乐部参与不同年龄层次的多个体育运动项目，其中以足球队为俱乐部最出名的部分，一般直接称为扎马莱克。球队是埃及，阿拉伯地区乃至非洲足球的一支强队，总共获得过5座非洲冠军联赛，3座非洲超级盃，2座非亚盃的冠军，这一纪录没有任何其他非洲俱乐部可以与之匹敌。根据国际足球历史和统计联合会(IFFHS)2003年2月的统计报告，扎马莱克为当时世界俱乐部排名中亚非球队中最高顺位的球队。俱乐部球衣的特征为白底加两条平行的红条。
球队最大的竞争对手为开罗的同城死敌阿赫利体育俱乐部。德比大战通常都打的十分紧张，所以裁判这个位置，通常都要外籍裁判来担任。扎马莱克对阿赫利最大的胜利是在1944年的埃及盃决赛中6-0大胜对手。 （页面存档备份，存于） （页面存档备份，存于） （页面存档备份，存于）.
体育俱乐部的历史可以追溯到1911年，是由一位比利时绅士Merzbach为了对抗英国人创建的阿赫利俱乐部而建立的。这一时期主要是由外国人管理者俱乐部而不允许大量的埃及人加入俱乐部。
体育俱乐部中的足球队创建于1913年，球队技术一般，与阿赫利，阿塞卡阿哈迪(Seka AlHadid) ，英国军队足球队以及学校和大学球队参加埃及国内比赛的角逐。

## 队名更替
- 卡斯尼尔（Kasr El-Nil） : (1911-1913)
- 阿莫克塔拉特俱乐部（Al-Mokhtalat Club） : (1913-1941)
- 法洛克俱乐部（Farouk Club） : (1941-1952)
- 扎马雷克体育俱乐部 :1952年起

## 球队荣誉

### 埃及冠军
- 埃及甲組足球聯賽

 冠軍：（14） 1959–60, 1963–64, 1964–65, 1977–78, 1983–84, 1987–88, 1991–92, 1992–93, 2000–01, 2002–03, 2003–04, 2014–15, 2020–21, 2021/22
- 埃及盃:

 冠軍：（27） 1922, 1932, 1935, 1938, 1941, 1943（與艾阿里共同獲得）, 1944, 1952, 1955, 1957, 1958（與艾阿里共同獲得）, 1959, 1960, 1962, 1975, 1977, 1979, 1988, 1999, 2002, 2008, 2013, 2014, 2015, 2015–16, 2017–18, 2018–19
- 埃及超級盃:

 冠軍：（4）2001–02, 2002–03, 2015–16, 2019–20

### 非洲冠军
- 非洲聯賽冠軍盃:

 冠軍：（4）1984, 1986, 1993, 1996, 2002
- 非洲盃賽冠軍盃:

 冠軍：（1）2000
- 非洲聯盟盃:

 冠軍：（1）2018–19
- 非洲超級盃:

 冠軍：（4）1994, 1997, 2003, 2020

### 国际赛场
- 阿拉伯球會冠軍盃

 冠軍：（1）2003
- 亞非球會錦標賽

 冠軍：（2）1987, 1997